# Necromys lenguarum
Necromys lenguarum е вид бозайник от семейство Хомякови (Cricetidae).

## Разпространение
Видът е разпространен в Аржентина, Боливия, Парагвай и Перу.